# Энтони, Оливер
Кристофер Энтони Лансфорд (англ. Christopher Anthony Lunsford) — американский кантри-фолк автор-исполнитель, бывший рабочий, выступающий под сценическим именем Оливер Энтони (Oliver Anthony или Oliver Anthony Music). В августе 2023 года он самостоятельно выпустил сингл «Rich Men North of Richmond», который дебютировал на первом месте в основном американском хит-параде Billboard Hot 100, став первым исполнителем, дебютировавшим на вершине без предварительного участия в чартах в какой-либо форме.

## Биография
Кристофер Энтони Лансфорд (англ. Christopher Anthony Lunsford) — аппалачский кантри-фолк-певец из Виргинии, взявший в качестве сценического псевдонима имя своего деда «Оливер Энтони» в память об эпохе депрессии, в которой он жил. Энтони играет на резонаторной гитаре и обладает «рашпильным голосом» или «отчётливым, гравийным голосом и тяжелым твангом» ; Дон Кьюсик описывает стиль Энтони как интенсивный и искренний, с «голосом, который просто пробивает насквозь».
Энтони начал писать музыку в 2021 году, а с 2022 года выпускает музыку на Spotify под именем «Oliver Anthony Music». Уинстон Маршалл сравнил исполнение Энтони песни «Doggonit» с персонажем из автобиографической книги Джей Ди Вэнса «Элегия Хиллбилли» («Hillbilly Elegy»). На его музыку повлиял Хэнк Уильямс.
По его словам, он «начал получать сообщения от людей, которые говорили, как сильно музыка помогает им в их жизненных трудностях», и это дало ему цель. «Это дало мне ощущение, что я не просто трачу время впустую». В течение пяти лет Энтони страдал от психических расстройств и злоупотреблял алкоголем и, по словам пользователя Twitter Джейсона Хауэртона, который брал у него интервью, в июле 2023 года Энтони опомнился и пообещал Богу, что станет трезвым, если тот поможет ему следовать своей мечте. Примерно через 30 дней музыкальный канал Западной Вирджинии radiowv попросил его записать песню для своего музыкального канала на YouTube, и в результате получилась композиция «Rich Men North of Richmond».

### «Rich Men North of Richmond»
Видеозапись исполнения Энтони песни «Rich Men North of Richmond» была выложена на YouTube 8 августа 2023 года и сразу же стала вирусной. Billboard связал песню с «политикой, налогами, социальным обеспечением и другими проблемами с точки зрения трудящегося рабочего человека», а различные новостные источники назвали темы песни антиистеблишментными, консервативными или конспирологическими. Песня была разрекламирована такими личностями, как автор-исполнитель Джон Рич, подкастер Джо Роган и политические комментаторы Джек Пособич и Мэтт Уолш. Песня заняла первое место в чарте всех жанров iTunes в США, а через несколько дней — первое место в чартах Spotify и Apple Music. Генеральный прокурор Вирджинии Джейсон Миярес назвал выступление Энтони «нереальным талантом Вирджинии». NBC News сообщил, что за пять дней оригинальное видео набрало более девяти миллионов просмотров, и отметил комментарий к нему, набравший 11 000 лайков: «И вот так ты стал голосом 40 или 50 миллионов работающих мужчин».

### Последующая продукция
Хотя все песни Энтони, опубликованные до «Rich Men North of Richmond», были записаны на его мобильный телефон, через несколько дней после выхода этой песни Джон Рич публично предложил Энтони спродюсировать его первый альбом. 16 августа Billboard рассказал о «бешеном ритме» музыкальной индустрии, требующей его подписания, сообщив, что один из руководителей лейбла сказал им: «Не думаю, что я когда-либо видел что-то подобное раньше». Сам Энтони в тот же день написал на своей странице в Facebook: «Все в „индустрии“ торопят меня с подписанием контракта, но мы просто хотим не торопить события». Он также написал, что «мы работаем над полным составом концертов», рассчитанных на большую аудиторию. 17 августа Энтони написал далее: «Люди в музыкальной индустрии смотрят на меня пустыми глазами, когда я отмахиваюсь от предложений в 8 миллионов долларов. Мне не нужны 6 гастрольных автобусов, 15 тракторных прицепов и самолет. Я не хочу играть на стадионах, я не хочу быть в центре внимания».
Дрейвен Риффе из radiowv сообщил в интервью Billboard, опубликованном 19 августа, что он является со-менеджером Энтони вместе с Брайаном Прентисом. Он сообщил, что на ферме Энтони на тех же сессиях, что и «Rich Men», были записаны еще пять акустических песен, которые будут выпущены в ближайшее время. Кроме того, по его словам, до конца 2023 года были заказаны концерты.
22 августа Энтони выпустил на YouTube новый клип на песню «I Want to Go Home». За 24 часа количество просмотров превысило миллион.

## Рекорды
Помимо того, что Энтони стал первым автором песен, дебютировавшим на первой строчке Billboard Hot 100, не имея до этого ни одной песни в чартах, он также является первым автором-мужчиной, чьи 13 песен одновременно попали в топ-50 по цифровым продажам песен Digital Song Sales ещё при жизни — Принс (21) и Майкл Джексон (17) превысили этот показатель только после своей смерти. А при жизни поставили рекорды группа BTS (18; 2020 год) и певицы Тейлор Свифт (16; 2022 год) и Рианна (14; 2023).
Все 13 перечисленных выше песен Энтони также дебютировали в 25-позиционном чарте продаж цифровых песен в стиле кантри (Country Digital Song Sales) — от «Richmond» на 1-м месте до «Between You & Me» на 25-м. Энтони повторил рекорд по количеству одновременных попаданий в топ-25: кантри-певец Кенни Роджерс также имел 13 композиций в чарте Country Digital Song Sales от 4 апреля 2020 года, но уже после его кончины 20 марта.

## Личная жизнь
По состоянию на август 2023 года Энтони жил в кемпере стоимостью 750 долларов на участке, не имеющем электроснабжения, где, по его словам, он собирается разводить домашний скот. В 2010 года в возрасте 17 лет он бросил среднюю школу, но позже получил диплом об общем образовании, работал на промышленных предприятиях в Северной Каролине и Виргинии. В 2013 году на бумажной фабрике в Северной Каролине с ним произошел несчастный случай, в результате которого он получил перелом черепа и полгода не мог работать. С 2014 по 2023 годы он работал в сфере внешних продаж на производстве, посещая заводы и рабочие площадки, написал он в своем сообщении на Facebook.
В августе 2023 года Энтони заявил в видеоролике, что он беспартийный: «В политике я занимаю место в центре и всегда занимал его».

## Дискография
Дискография Оливера Энтони включает, в том числе, следующие релизы:

### Студийные альбомы
- Hymnal of a Troubled Man’s Mind (2024)

### Синглы
| Название                                                                 | Год  | Высшая позиция | Высшая позиция | Высшая позиция | Высшая позиция | Высшая позиция | Высшая позиция | Высшая позиция | Альбом            |
| Название                                                                 | Год  | US             | US Country     | AUS            | CAN            | IRE            | UK             | WW             | Альбом            |
| ------------------------------------------------------------------------ | ---- | -------------- | -------------- | -------------- | -------------- | -------------- | -------------- | -------------- | ----------------- |
| «Ain’t Gotta Dollar»                                                     | 2022 | 82             | 21             | —              | —              | —              | —              | —              | Неальбомный сингл |
| «Rich Man’s Gold»                                                        | 2022 | —              | —              | —              | —              | —              | —              | —              | Неальбомный сингл |
| «Cobwebs and Cocaine»                                                    | 2022 | —              | —              | —              | —              | —              | —              | —              | Неальбомный сингл |
| «Virginia»                                                               | 2022 | —              | —              | —              | —              | —              | —              | —              | Неальбомный сингл |
| «Hell on Earth»                                                          | 2023 | —              | —              | —              | —              | —              | —              | —              | Неальбомный сингл |
| «Between You & Me»                                                       | 2023 | —              | —              | —              | —              | —              | —              | —              | Неальбомный сингл |
| «Feeling Purdy Good»                                                     | 2023 | —              | —              | —              | —              | —              | —              | —              | Неальбомный сингл |
| «I Want to Go Home»                                                      | 2023 | —              | —              | —              | —              | —              | —              | —              | Неальбомный сингл |
| «Always Love You (Like a Good Ole Dog)»                                  | 2023 | —              | —              | —              | —              | —              | —              | —              | Неальбомный сингл |
| «Doggonit»                                                               | 2023 | —              | —              | —              | —              | —              | —              | —              | Неальбомный сингл |
| «Stuck Living in the New World»                                          | 2023 | —              | —              | —              | —              | —              | —              | —              | Неальбомный сингл |
| «Long Gone»                                                              | 2023 | —              | —              | —              | —              | —              | —              | —              | Неальбомный сингл |
| «VCR Kid»                                                                | 2023 | —              | —              | —              | —              | —              | —              | —              | Неальбомный сингл |
| «90 Some Chevy»                                                          | 2023 | —              | —              | —              | —              | —              | —              | —              | Неальбомный сингл |
| «I’ve Got to Get Sober»                                                  | 2023 | —              | 35             | —              | —              | —              | —              | —              | Неальбомный сингл |
| «Rich Men North of Richmond»                                             | 2023 | 1              | 1              | 66             | 8              | 39             | 64             | 2              | Неальбомный сингл |
| «—» прочерк означает отсутствие в чарте или отсутствие релиза в регионе. |      |                |                |                |                |                |                |                |                   |